# Dennis Flydtkjær
Dennis Flydtkjær, né le 13 mars 1978 à Videbæk (Danemark), est un homme politique danois, membre du Parti populaire danois, puis des Démocrates danois.

## Biographie
Après des études de commerce, Dennis Flydtkjær créé son entreprise en 2006.
Engagé au sein du Parti populaire danois, il est candidat sans succès aux élections législatives de février 2005 et de élections législatives de novembre 2007, lors desquelles il échoue à être élu, mais devient toutefois suppléant pour son parti dans sa circonscription,. À ce titre, il siège comme membre temporaire du Folketing pendant quelques jours en 2006, puis de novembre 2008 à janvier 2010 en remplacement du député Christian H. Hansen. Il est également candidat aux élections européennes de 2009, sans toutefois remporter de siège.
Il est élu député de plein exercice lors des élections législatives de septembre 2011.
Il est élu conseiller municipal de Herning lors des élections municipales de novembre 2013, pour lesquelles il est tête de liste pour son parti. Il devient maire-adjoint après le scrutin, et ne se représente pas aux élections de 2017.
Il remporte un second mandat de député lors des élections législatives de juin 2015, puis un troisième lors des élections législatives de juin 2019,.
En juin 2022, il annonce son départ du Parti populaire danois, s'ajoutant donc au nombre important d'élus du mouvement ayant décidé de le quitter dans les mois suivant l'accession à la présidence de Morten Messerschmidt. En août, il est investi candidat aux élections législatives par les Démocrates danois, le nouveau parti de l'ancienne ministre libérale Inger Støjberg. Il est réélu pour un quatrième mandat, sous cette nouvelle étiquette, lors des élections législatives de novembre. Il devient alors le porte-parole de son groupe parlementaire pour les finances et les communes.
À l'été 2024, il déclare réfléchir à la possibilité de prendre sa retraite politique à l'occasion des prochaines élections législatives, mais annonce finalement sa candidature à un cinquième mandat en janvier 2025.